# Verrallina killertonis
Verrallina killertonis är en tvåvingeart som först beskrevs av Huang 1968.  Verrallina killertonis ingår i släktet Verrallina och familjen stickmyggor. Inga underarter finns listade i Catalogue of Life.